# Roosevelt Island Tramway
El  Roosevelt Island Tramway es un teleférico en Nueva York que se encuentra en el río Este y se conecta con la isla Roosevelt a Manhattan. Antes que se completara el Mississippi Aerial River Transit en mayo de 1984 y el Teleférico de Portland en diciembre de 2006, era el único teleférico en América del Norte.

## Descripción
Más de 26 millones de pasajeros han usado el teleférico desde que empezó a operar en 1976. Cada cabina tiene capacidad para 125 personas y hace aproximadamente 115 viajes al día. La velocidad del teleférico es de 27 km/h y el tiempo de viaje es de 3 minutos. En su punto más alto, el teleférico se eleva a 76 metros sobre el río Este, ya que sigue su ruta en el lado norte del Puente de Queensboro, con vistas de midtown Manhattan.
Desde el 1 de marzo de 2010, el teleférico estuvo cerrado debido a un programa de modernización, que debía a completarse en seis meses; sin embargo, el proyecto demandó nueve meses, y fue finalizado el 30 de noviembre de 2010.
Dos cabinas operan en intervalos de 15 minutos de 6:00 a. m. a las  2:30 a. m. (3:30 a. m. fines de semana) y continuamente en horas pico. Es una de los pocos medios de transporte no operados por la Autoridad Metropolitana del Transporte, pero usa MetroCard.